# Oktaeder
Et oktaeder (flertal: oktaedre) er et polyeder med otte sideflader. Et regulært oktaeder er et platonisk legeme, som består af otte sideflader, af hvilke samtlige er ligesidede trekanter, hvoeraf fire mødes i hvert hjørne. Den regulære oktaeder er en særlig type triangulær antiprisme eller kvadratisk bipyramide, og den er dual i forhold til til terningen. De kanoniske koordinater til hjørnene af et oktaeder med midtpunkt i origo er (±1,0,0), (0,±1,0), (0,0,±1).
Arealet, A, og volumenet, V, af et regulært oktaeder med sidelængden a er:
{\displaystyle A=2{\sqrt {3}}a^{2}}
{\displaystyle V={\begin{matrix}{1 \over 3}\end{matrix}}{\sqrt {2}}a^{3}}
Massen af sammensætningen af to duale tetraedre er et oktaeder, og denne sammensætning, benævnt stella oktangula, er dens første og eneste stellation. Hjørnene af oktaedret ligger i midtpunkterne af sidefladerne af tetraedret, og på denne måde relateres den til tetraedret på samme måde som kuboktaedret og ikosidodekaedret relaterer til de andre platoniske legemer. Man kan også dele kanterne af et oktaeder i forholdet af det gyldne snit for at definere en given ikosaeder på denne måde, og sammen definerer de en regulær sammensætning.
Oktaedre og tetraedre kan blandes sammen for at danne en hjørne-, side- og sidefladeuniform dækning af rummet. Dette er den eneste sådanne dækning, bortset fra den regulære dækning af terninger, og er én af de 28 andreinidækninger. En anden af disse er en dækning af oktaedre og cuboktaedre.
Ved brug af den almindelige fortegnelse for johnsonlegemer, vil et oktaeder kaldes for en kvadratisk bipyramide.
I rollespilssammenhæng kaldes oktaedret også d8 (fra engelsk die: terning).